# Karina Regidor
Karina Regidor Gómez (San José, 20 de septiembre de 1993) es una gimnasta costarricense retirada, que compitió en la disciplina de gimnasia artística. La atleta vive en el cantón de Montes de Oca, ella  entrenao y de competencio en el gimnasio Club Gimnástico Carbonell ubicado en Lagunilla en la provincia de Heredia (2016). Desde 1998 la atleta participa en torneos internacionales representando a Costa Rica.
Inicio gimnasia a la corta edad de los 4 años tiene dos hermanos, su primera competencia la realizó en Panamá en 1999 compitiendo por la UCR, sus últimas competencias las realizó por la selección nacional de Costa Rica y el Club Gimnástico Carbonell, donde entrenó con su head coach Arturo Padilla (panameño), supervisado por Carlos Carbonell y Ana Rivero (cubanos). Su coreógrafa fue Marcela Terrazas (mexicana).
En el 2010 hizo historia en la gimnasia de Costa Rica al ganar 6 medallas de oro para su país en las pruebas de salto, barras asimétricas, viga, piso, final individual y final por equipos en los Juegos Centroamericanos (Panamá 2010). También fue la primera atleta costarricense en clasificarse a una final por aparatos en un Centroamericano y del Caribe (Mayagüez 2010) quedando en la posición número 7 en el salto. Igualmente ha sido la atleta con una mejor colocación en el ranking mundial de la gimnasia artística femenina de Costa Rica. Es la primera gimnasta costarricense que ha asistido a un torneo mundial de gimnasia artística (Campeonato Mundial de gimnasia artística Tokio 2011) y a un Panamericano (Juegos Panamericanos Guadalajara 2011).
Actualmente es entrenadora en Trondhjems Turnforening en Trondheim, Noruega en la modalidad de gimnasia llamada Team Gym. Su equipo femenino juvenil son las Campeonas Nacionales 2019.